# Kevin Cramer
Pour les articles homonymes, voir Cramer.
Kevin Cramer, né le 21 janvier 1961 à Rolla (Dakota du Nord), est un homme politique américain, membre du Parti républicain et élu du Dakota du Nord à la Chambre des représentants entre 2013 et 2019 et au Sénat depuis 2019.

## Biographie
Kevin Cramer dirige le Parti républicain du Dakota du Nord de 1991 à 1993. En 1993, il devient directeur du tourisme de l'État. En 1996 et 1998, il se présente à la Chambre des représentants des États-Unis dans l'unique district du Dakota du Nord. Il obtient à chaque fois l'investiture républicaine mais est battu par le démocrate Earl Pomeroy en réunissant 43,2 % des voix en 1996 et 41,1 % en 1998.
De 1997 à 2000, il est directeur des finances et du développement économique du Dakota du Nord. À partir de 2003, il est membre de la commission des services publics de l'État.
Il est à nouveau candidat à la Chambre des représentants en 2010. Lors de la convention républicaine, il est battu par le représentant d'État Rick Berg. Berg est élu face à Pomeroy.
En 2012, Berg se présente à l'élection sénatoriale. Cramer tente une nouvelle fois sa chance pour la Chambre des représentants. Lors de la primaire républicaine, Cramer affronte un autre membre de la commission des services publics Brian Kalk. Kalk remporte la convention républicaine en mai et reçoit le soutien du Parti républicain. Cramer avait cependant choisit de ne pas se présenter à la convention et de faire directement campagne pour la primaire. Si Berg et le parti soutiennent Kalk, Cramer reçoit le soutien de plusieurs groupes conservateurs comme le Club for Growth (en) et FreedomWorks. En juin, il remporte la primaire républicaine avec 54 % des voix. Il est élu représentant en novembre avec 54,9 % des suffrages face à la démocrate Pam Gulleson. Il est réélu avec 55,5 % des voix en 2014 et environ 69 % des suffrages en 2016.
En janvier 2018, après des mois d'hésitation, il annonce qu'il ne sera pas candidat aux élections sénatoriales de novembre face à la sortante Heidi Heitkamp. Poussé par les dirigeants du Parti républicain, Cramer change d'avis le mois suivant et se présente contre Heitkamp, considérée comme l'un des sénateurs démocrates les plus en danger du pays dans un État qui a largement soutenu Donald Trump en 2016.
Le 12 juin 2018, il remporte largement la primaire républicaine avec 61 529 voix, soit près de 88 % des suffrages exprimés. Cette victoire lui confère officiellement l'investiture du Parti républicain face à Heidi Heitkamp pour l'élection sénatoriale de novembre 2018. Au soir de l'élection générale, il arrive en tête avec 179 720 voix, soit 55,5 % des suffrages exprimés, contre 44,5 % pour Heidi Heitkamp.
Dans le cadre des primaires républicaines pour l'élection présidentielle de 2024, il apporte son soutien au gouverneur Doug Burgum de son État du Dakota du Nord. Quelques heures après le retrait de ce dernier de la course en décembre 2023, il apporte son soutien à Donald Trump. Candidat à sa réélection pour les élections sénatoriales de 2024, il remporte un second mandat après une victoire nette contre sa rivale démocrate Katrina Christiansen.

## Positions politiques
Lors des primaires républicaines pour l'élection présidentielle de 2016, il soutient Donald Trump. Climatosceptique et défenseur de la fracturation hydraulique, il devient conseiller en politique énergétique de Trump,.

## Historique électoral

### Chambre des représentants
| Année | Kevin Cramer | Dém.   | Lib.  |
| ----- | ------------ | ------ | ----- |
| Année |              |        |       |
| 2012  | 54,9 %       | 41,7 % | 3,2 % |
| 2014  | 55,5 %       | 38,5 % | 5,8 % |
| 2016  | 69,1 %       | 23,7 % | 7,0 % |

### Sénat
| Année | Kevin Cramer | Dém.    |
| ----- | ------------ | ------- |
| Année |              |         |
| 2018  | 55,11 %      | 44,27 % |
| 2024  | 66,31 %      | 33,38 % |